# William Ellery (Vizegouverneur)
William Ellery (* 31. Oktober 1701; † 15. März 1764) war ein britischer Händler, Jurist und Politiker. Er fungierte als Vizegouverneur (Deputy Governor) der Colony of Rhode Island and Providence Plantations.

## Werdegang
William Ellery, Sohn von Benjamin Ellery, wurde während der Kolonialzeit geboren. Sein Vater zog von Bristol nach Newport (Rhode Island) und wurde dort ein wohlhabender Händler. Er besaß dort eine Fähre, war Speaker im Abgeordnetenhaus und Richter am Bezirksgericht. Ferner machte er eine große Spende für den Bau einer neuen Kirche, war Moderator in der Gemeinde und Mitglied im Stadtrat von Newport. Der Großvater von William Ellery war Sergeant William Ellery, welcher 1668 nach Neuengland einwanderte und sich in Salem niederließ. Dort wurde er ein erfolgreicher Händler. Über die Jugendjahre von dem hier behandelten William Ellery ist nichts bekannt. Ellery graduierte 1722 an der Harvard University. Danach wurde er ein wohlhabender Händler. Als ältester Sohn erbte er den Hauptteil des Vermögens seines Vaters. Ellery war Abgeordneter und Assistant in der kolonialen General Assembly sowie Richter am Bezirksgericht. Er war zwischen 1748 und 1750 Vizegouverneur der Kolonie.

## Familie
Ellery heiratete Elizabeth Almy (1703–1783). Sie war die Enkelin von Christopher Almy. Er wurde in England geboren. Im Alter von drei Jahren segelte er in der Abigail mit seiner Mutter, seinem Vater und seinen Geschwistern nach Neuengland, wo sich die Familie in Portsmouth niederließ. Elizabeth Almy und William Ellery bekamen mindestens zwei Kinder: Benjamin (1725–1797) und William B. (1727–1820). Sein Sohn William war einer der Unterzeichner der Unabhängigkeitserklärung der Vereinigten Staaten.

## Trivia
William Ellery unterrichtete seinen namensgleichen Sohn selbst. Dieser konnte dadurch im Alter von 16 Jahren an die Harvard University gehen, wo er 1747 seinen Abschluss machte. Nach dessen Rückkehr nach Newport brachte er ihm in seinem Handelsgeschäft die Details der Schifffahrt und Handels bei.